# Amanda Ammann
Amanda Ammann (Uzwil, 8 januari 1987) is Miss Zwitserland 2007. De uit het kanton Sankt Gallen afkomstige Ammann woont in Lausanne en studeert in Genève internationale betrekkingen aan de Universiteit van Genève. Ze volgde op Miss Zwitserland 2006 Christa Rigozzi.
Amanda Ammann is een brunette en gaat met de maten 84-65-95 door het leven. Gezien haar achtergrond en haar woon/studeersituatie heeft ze zich in het jaar waarin ze de titel droeg, gewijd aan het overbruggen van de Röstigraben, de symbolische scheiding tussen het Franstalige Romandië en Duitstalig Zwitserland. Op grond van de ervaringen met haar voorgangers heeft ze de potentie om gedurende de tijd dat ze Miss Zwitserland is meer dan 550.000 Zwitserse frank te verdienen.